# Souk El Asr

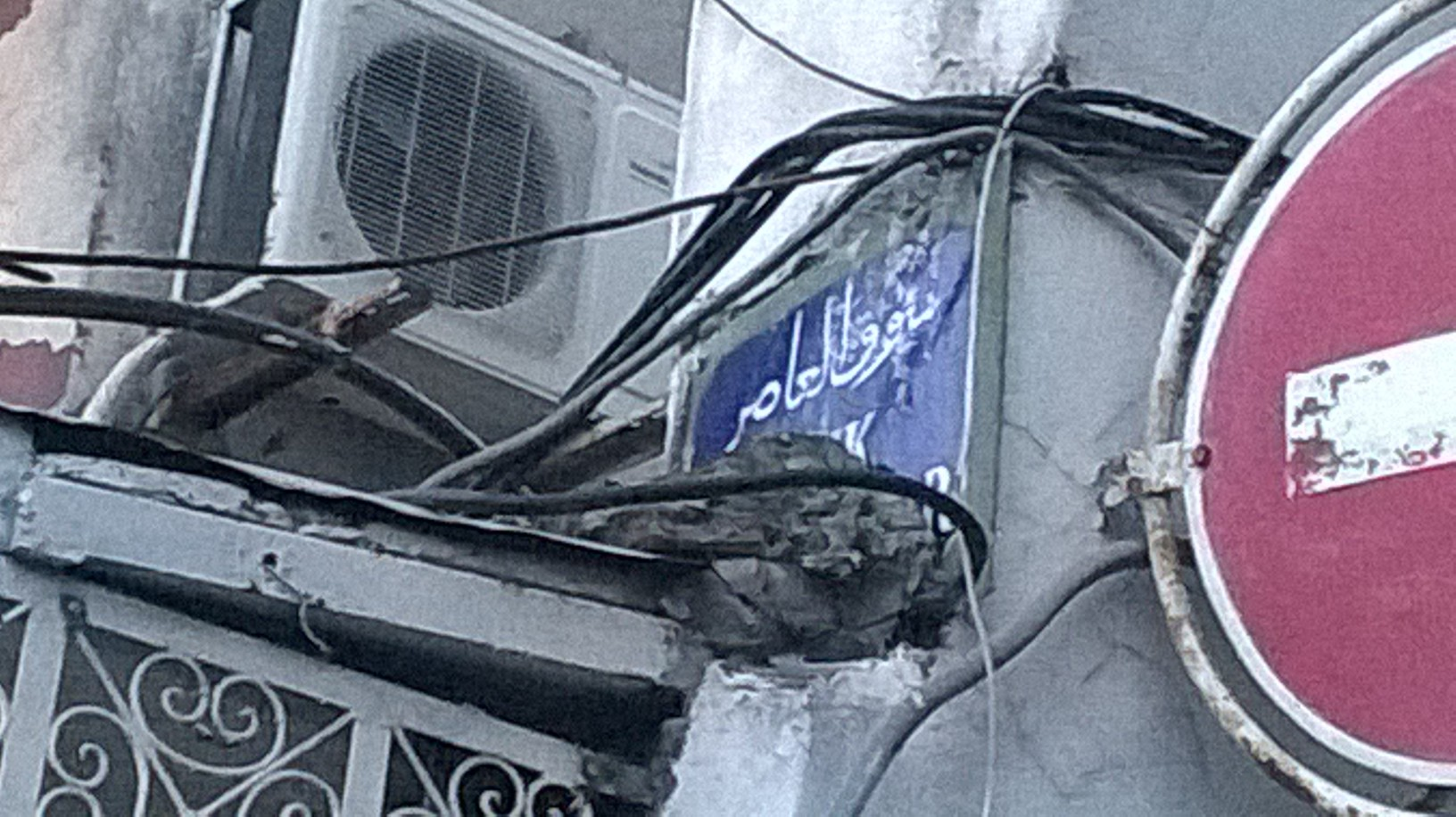
Plaque métallique indiquant le souk El Asr.

Le souk El Asr (arabe : سوق العصر) ou souk de l’Époque est l'un des souks de Tunis, spécialisé dans la vente de produits antiques. Il est surtout destiné aux classes moyenne et pauvre.

## Localisation

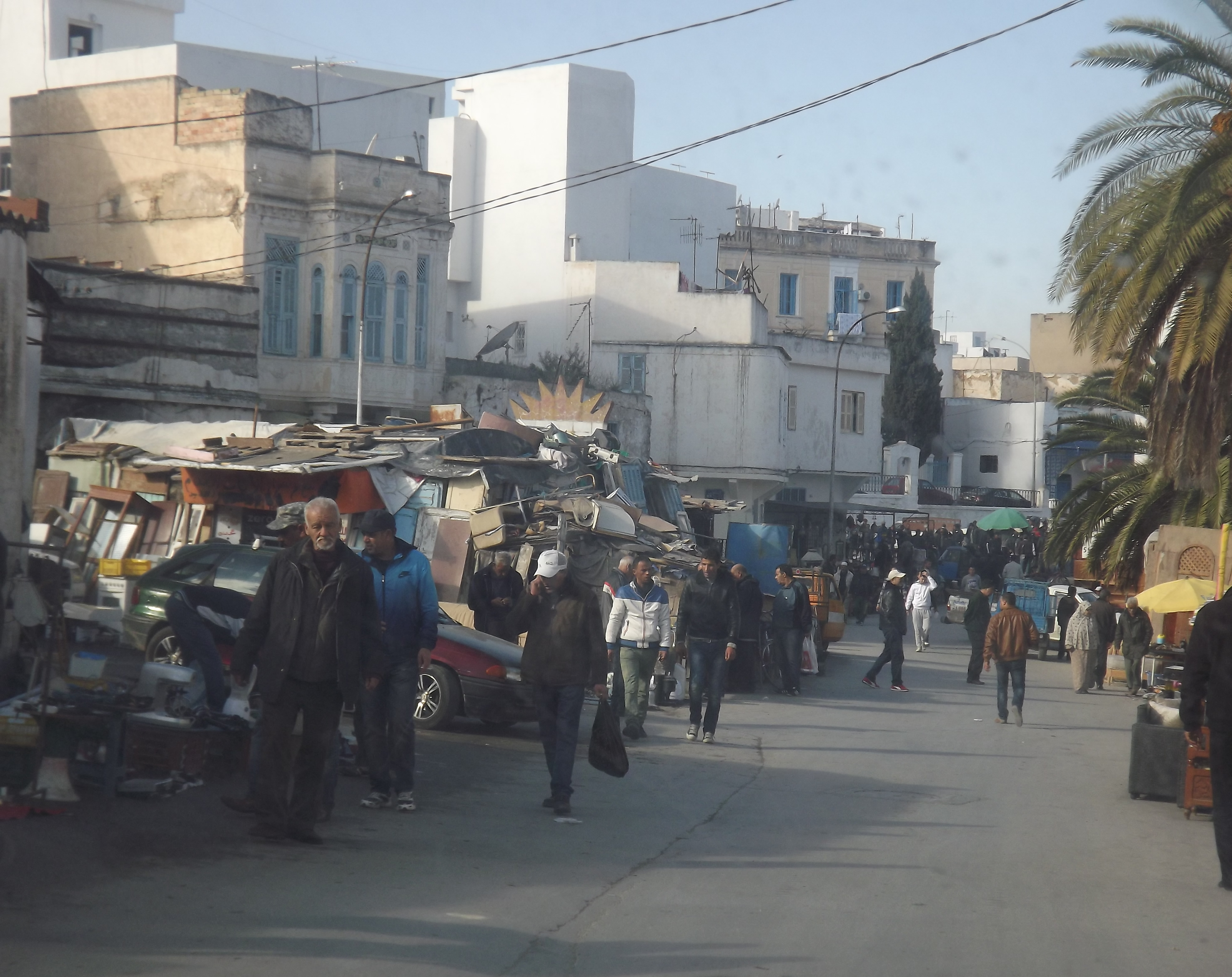
Vue du souk El Asr.

Il est situé juste derrière Bab El Gorjani, l'une des portes de la médina, non loin de trois quartiers parmi les plus pauvres de Tunis, en l’occurrence Mellassine, Saïda Manoubia et la cité Helal.

## Historique
Ce souk n’existait pas avant l’époque husseinite (1705-1957) contrairement aux autres souks de la médina dont certains ont vu le jour dès le règne des Hafsides (1228-1537). C'était un petit marché qui se tenait entre les prières de l'après-midi et du coucher de soleil.
Durant l'été 1941, le souk est transféré de la rue El Tohma à la place des Moutons sur ordre du maire de la ville, Mohamed Saâdallah.

## Produits
Le souk El Asr est à l’opposé de ce que son nom signifie puisque l'on n’y trouve que des produits anciens, tels des ustensiles ménagers, des meubles antiques et autres articles rares. Le marché regorge de pièces qui peuvent s’avérer particulièrement utiles et rares, des pièces qu’on ne risque pas de trouver ailleurs.